# Elfed Davies
Pour les articles homonymes, voir Davies.
Gwilym Elfed Davies, baron Davies de Penrhys (9 octobre 1913 - 28 avril 1992) est un homme politique gallois du parti travailliste.

## Biographie
Né à Pontygwaith, Rhondda de parents gallois, David et Miriam Elizabeth Davies, Elfed fait ses études à la Tylorstown Rhondda Elementary School avant de devenir mineur de charbon.
Davies rejoint la Fédération des mineurs du Pays de Galles du Sud et est président de sa Tylorstown Lodge à partir de 1934, puis trésorier à partir de 1940 et secrétaire à partir de 1954. De 1958 à 1959, il est président du district d'Aberdare et de Rhondda du Syndicat national des mineurs (Royaume-Uni).
Davies milite au Parti travailliste, siégeant à l'exécutif du Parti travailliste divisionnaire de Rhondda Est et du Parti travailliste de l'arrondissement de Rhondda. De 1954 à 1961, il siège au conseil du comté de Glamorgan. Il est élu député de Rhondda East aux élections générales de 1959 et, de 1964 à 1968, il est secrétaire parlementaire privé de Ray Gunter, le ministre de l'Énergie.
Davies siège au Parlement jusqu'à ce que sa circonscription soit abolie lors des élections générales de février 1974. Il est ensuite créé pair à vie sous le titre de baron Davies de Penrhys, de Rhondda dans le comté de Mid Glamorgan le 8 juillet 1974. À la retraite, il siège au South Wales Electricity Board et au National Sports Council for Wales.